# Kongo (televisieserie)
Kongo is een zevendelige Vlaamse televisiereeks uit 1997 over het einde van het koloniale tijdperk in Belgisch-Congo, verteld aan de hand van het verhaal van een aantal jonge mensen die kort na de Tweede Wereldoorlog met veel ambities en idealen naar de kolonie trekken maar vijftien jaar later helemaal gedesillusioneerd en berooid naar België moeten terugkeren.
Voor het creëren van de juiste 'couleur locale' werd de serie opgenomen in Zimbabwe. Er werd gewerkt met open decors, met steeds een doorzicht op de landschappen om de natuur ten volle te gebruiken. Het Afrikaanse licht, de sfeer en de typische klanken kun je immers niet makkelijk nabootsen.
Het scenario van de reeks werd geschreven door Paul Pourveur en Bert Van Hoecke. De regie werd verzorgd door Vincent Rouffaer. De muziek werd geschreven door Henny Vrienten in nauwe samenwerking met Afrikaanse muzikanten. De titelsong wordt vertolkt door Kongo Bango, een in Amsterdam wonende Congolees.
De serie was te zien op BRTN TV1.

## Hoofdrollen
- Lucas Van den Eynde – Guy Moeyaert
- Karen Van Parijs – Hélène Vermarcke
- Guy Van Sande – Luc Vermarcke
- Els Dottermans – Anita Lenaers
- Dennis Rudge – Gabriel Ndazaru
- Hans De Munter – Jean Roland
- Roger Bolders – Vader Alexis
- Willy Thomas – Michel Vandenbosche
- François Beukelaers – Karel Horemans
- Rik Van Uffelen – Maurice Vermarcke
- Michael Pas – Arthur Claessens
- Geert Vermeulen – Wim Crabbé
- Ingrid De Vos – Marie Roland
- Guusje Van Tilborgh – Hilda Claessens
- Peter Rouffaer – Ingenieur Rik Lenaers
- Mia Grijp – Gaby Lenaers
- Marc Peeters – Albert Lelong
- Dawn Parkinson – Berthe Lelong
- Robby Cleiren – Pierre Roland
- Koen De Graeve – Fred Lelong
- Tania Poppe – Nicole
- Pascale Poma – Hortense
- Jakob Beks – Meneer Verdin
- Tuur De Weert – Vader van Hélène
- Blanka Heirman – Moeder van Hélène
- Johan Van Assche – François Stevenin
- Vincent Rouffaer – Vrachtwagenchauffeur
- Mieke Verheyden – Moeder Moeyaert
- Nolle Versyp – Vader Moeyaert

## Afleveringen
| Nr. | Aflevering | Titel     | Regisseur        | Schrijver(s)                     | Uitzenddatum |  |
| --- | ---------- | --------- | ---------------- | -------------------------------- | ------------ |  |
| 1 | 1          | 1945      | Vincent Rouffaer | Paul Pourveur en Bert Van Hoecke | 1997         |  |
| 1945, de oorlog is voorbij. Beste vrienden Guy Moeyaert en Luc Vermarcke vieren dat ze zijn afgestudeerd en het nakende huwelijk van Luc met Hélène, die Luc verkoos boven Guy. Ze sluiten een pact om bij elkaar te blijven, wat er ook gebeurt, alvorens ze afreizen naar Congo, een Belgische kolonie. Guy wordt de nieuwe assistent-beheerder en is bestemd om zijn baas op te volgen. Die waarschuwt hem dat oorlogswonden het sociale stelsel van Congo kapotmaken. Luc volgt zijn vader op als beheerder van een plantage in concessie in Masisi, in het district van Guy. Hélène heeft het moeilijk om te wennen aan het koloniale leven.                                                            |            |           |                  |                                  |              |  |
| 2 | 2          | 1947      | Vincent Rouffaer | Paul Pourveur en Bert Van Hoecke | 1997         |  |
| Pierre Roland, de zoon van mijningenieur Jean, en zijn vriend Fred, de zoon van Albert Letong, zitten verveeld met de situatie dat ze de zomervakantie moeten doorbrengen met hun koloniale ouders. Ze gaan dronken autoracen, wat misloopt. Het forensische onderzoek van Guy lijkt tijd tekort te komen. Hélène bewijst dat ze plantage niet op een degelijke manier kan runnen, noch kan omgaan met de bijgelovige zwarte werknemers. Guy krijgt een gloednieuwe, tweedehands "vervloekte" auto. |            |           |                  |                                  |              |  |
| 3 | 3          | 1950      | Vincent Rouffaer | Paul Pourveur en Bert Van Hoecke | 1997         |  |
| 1950. De blanke kolonisten stemmen in het referendum over de terugkeer van Koning Leopold III. Guy's verzet tegen het aanbod van de mijn om te helpen bij het repareren van bruggen wordt uiteindelijk overstemd door het kantoor van de gouverneur. Stamhoofd Lwubusi en vader Alexis kibbelen waar de nieuwe school en medisch centrum van de missie zullen worden gesticht en of de kwaadaardige en protestantse erfgenaam gerehabiliteerd moet worden. Guy is de enige koloniaal die instemt met de dokter die met de zwarte Hortense trouwde. Guy heeft een discussie met mijnopzichter François Stévenin, die door een vrouw wordt aangewezen als de vader van haar baby, totdat zijn vrouw aankomt... |            |           |                  |                                  |              |  |
| 4 | 4          | 1953      | Vincent Rouffaer | Paul Pourveur en Bert Van Hoecke | 1997         |  |
| ... |            |           |                  |                                  |              |  |
| 5 | 5          | 1955      | Vincent Rouffaer | Paul Pourveur en Bert Van Hoecke | 1997         |  |
| In 1955 verzet het inheemse bijgeloof zich tegen het afsnijden van een heilig boskanaal om de mijn uit te kunnen breiden. Tot ontsteltenis van vader Alexis kiest zijn jonge assistent Wim de kant van de inheemse bevolking. Guy krijgt bezoek van zijn voorganger Karel Horemans, die meer denkt zoals zijn huidige plaatsvervanger Arthur. Hélène's onrealistische verwachtingen en on-koloniale prioriteiten zorgen voor een breuk met Luc. Ze trekt in bij de verstoten dokter Stévenin en diens zwarte vrouw. |            |           |                  |                                  |              |  |
| 6 | 6          | 1957      | Vincent Rouffaer | Paul Pourveur en Bert Van Hoecke | 1997         |  |
| In 1957 volgt Guy nog steeds de instructies om de "geëvolueerde inheemsen" te onderwijzen, maar geraakt ontmoedigd. Zijn gezondheid gaat achteruit, dus neemt Arthur het van hem over. Arthur onderwijst hen volgens de conventionele manier "blank eerst", terwijl vader Alexis hen de wettelijke leer onderwijst. Guy's geliefde, de verpleegster, keert terug. Net op dat moment deelt Guy het bed met Hélène. Luc focust zich op de erfenis van Thomas, maar een vreselijk ongeluk slaat zijn laatste droom aan diggelen. |            |           |                  |                                  |              |  |
| 7 | 7          | 1959-1960 | Vincent Rouffaer | Paul Pourveur en Bert Van Hoecke | 1997         |  |
| De Belgische koloniale autoriteiten hebben een ordelijke voorbereiding op de onafhankelijkheid van Congo gepland, maar enkel Guy is naïef genoeg om te hopen dat de inheemsen zo lang zullen wachten. In feite wordt al het werk verwaarloosd, onbeschaamdheid mondt uit in vandalisme en escaleert tot een anti-blanke misdaadgolf, die uitmondt in een bloedbad voor degenen die niet tijdig worden geëvacueerd, en door de inheemsen worden aanzien als collaborateurs. |            |           |                  |                                  |              |  |